# Représentations diplomatiques à la Grenade

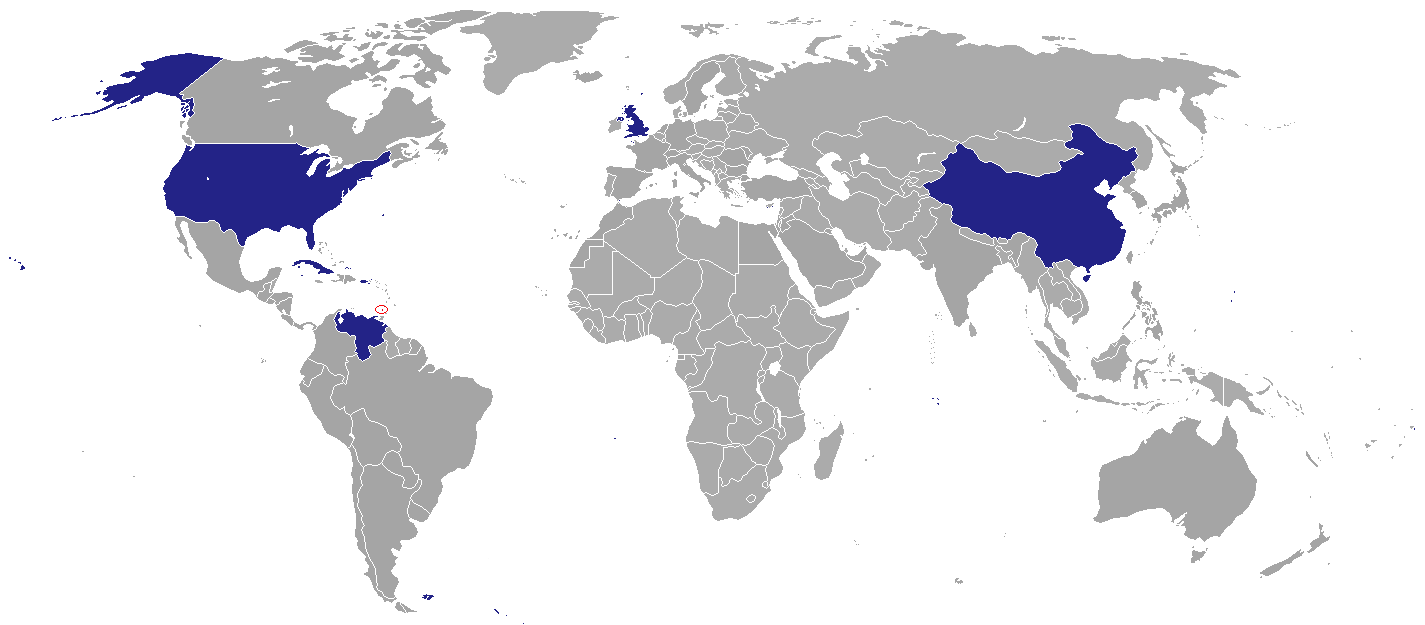
Représentations diplomatiques à Grenade

Cette page liste les représentations diplomatiques à Grenade. À l’heure actuelle, la capitale, Saint-Georges, accueille 6 ambassades et hauts-commissariats.

## Ambassades et hauts-commissariats
- Brésil
- Chine
- Cuba
- États-Unis [1]
- Royaume-Uni
- Venezuela

## Consulats honoraires
- Allemagne
- Autriche
- Belize
- Chili
- Corée du Sud
- Espagne
- Finlande
- France (Saint David)
- Guatemala
- Guyana
- Inde (Saint Andrew)
- Italie
- Jamaïque
- Mexique
- Norvège
- Pays-Bas
- Pologne
- Royaume-Uni
- Suède
- Suisse
- Trinité-et-Tobago

## Ambassades non résidentes

### Bogota
- Autriche

### Bridgetown
- Canada
- Nouvelle-Zélande

### Caracas
- Arabie saoudite
- Grèce
- Indonésie
- Italie
- Malaisie
- Pologne
- Singapour
- Suisse

### Castries
- France
- Mexique

### Georgetown
- Russie

### Kingston
- Afrique du Sud
- Belgique

### La Havane
- Chypre
- Slovaquie

### Mexico
- Danemark

### New York
- Émirats arabes unis
- Guatemala
- Islande

### Ottawa
- Thaïlande

### Port-d'Espagne
- Allemagne
- Argentine
- Australie
- Chili
- Colombie
- Espagne
- Inde
- Pays-Bas
- Salvador
- Turquie

### Saint-Domingue
- Israël